# Ripon
Ripon – miasto i civil parish w Wielkiej Brytanii, w Anglii w hrabstwie North Yorkshire, w dystrykcie (unitary authority) North Yorkshire. Jest jednym z dwóch miast w hrabstwie (oprócz Yorku), o statusie city. W mieście znajduje się katedra - podniesiona do tej godności w r. 1836, jako pierwsza w Anglii od czasów reformacji. Miasto położone jest na zachodnim brzegu rzeki Ure, 26 km na południe od Northallerton i 19 km na północ od Harrogate. W 2011 roku civil parish liczyła 16 702 mieszkańców. Ripon jest wspomniane w Domesday Book (1086) jako Ripum/Ripun.
W pobliżu miasta, ok. 4 km na południowy zachód, znajduje się Fountains Abbey.